# Церква Святого Великомученика Юрія Переможця (Тернопіль)
Церква Святого Великомученика Юрія Переможця в Тернополі — парафія і храм Благочиння міста Тернополя Тернопільської єпархії Православної церкви України в місті Тернополі.

## Історія церкви
З благословення митрополита Тернопільського і Бучацького Василія, 13 квітня 1996 року на вулиці Новий Світ була зареєстрована громада УПЦ КП. Богослужіння розпочалися у вересні того ж року в тимчасовій капличці.
У серпні 1998 року митрополит Василій освятив наріжний камінь майбутнього храму. Проєкт розробив архітектор В. Стареньков. Будівництво завершилося у 2009 році, і 11 січня того ж року єпископ Тернопільський і Бучацький Нестор освятив новозбудований храм.

## Парохи
- о. Олег Нестайко,
- о. Роман Наконечний,
- о. Микола Кучер,
- о. Олег Нестайко.